# Trigonálně pyramidální molekulová geometrie

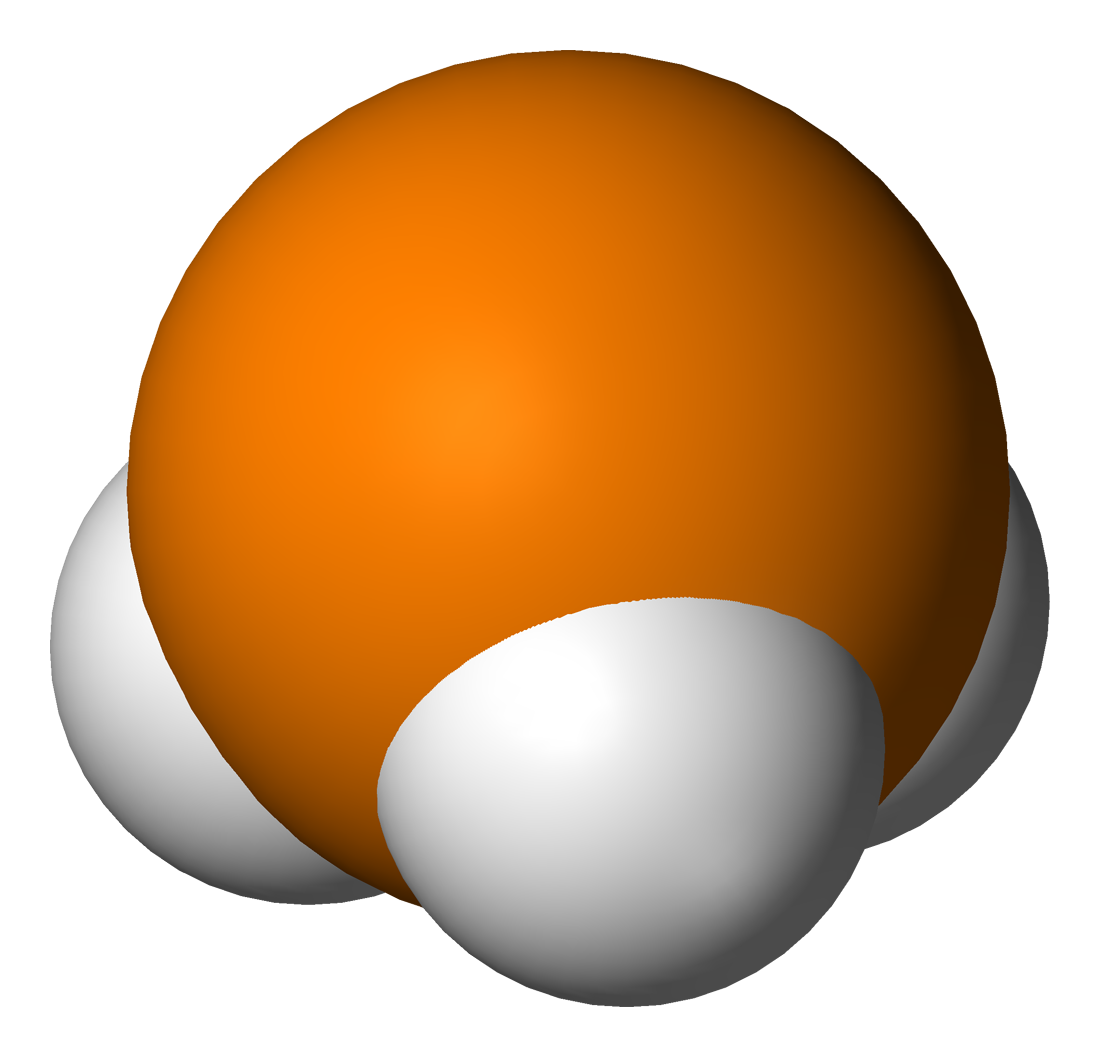
Fosfan, příklad trigonálně pyramidální molekuly

Trigonálně pyramidální molekulová geometrie je molekulová geometrie, při které se jeden atom nachází ve vrcholu a tři vytváří podstavu čtyřstěnu. Pokud jsou všechny tři atomy v podstavě stejné, pak má molekula bodovou grupu C3v. K molekulám a iontům s touto geometrií patří například pniktogenovodíky (XH3), oxid xenonový (XeO3), a chloristanový (ClO −
3 ) a siřičitanový ion (SO 2−
3 ). Organické molekuly s trigonálně pyramidální geometrií se popisují jako sp3-hybridizované. Podle metody AXE se trigonálně pyramidální molekuly označují jako AX3E1.

## U amoniaku
Atom dusíku v amoniaku má 5 valenčních elektronů a navazuje se na tři atomy vodíku, čímž doplňuje oktet. Molekula tak tvoří čtyřstěn, kde je každý ideální vazebný úhel roven {\displaystyle \arccos {\frac {-1}{3}}}, tedy přibližně 109,5°; v důsledku odpudivých sil mezi třemi atomy vodíku je ale pravidelná geometrie mírně narušena a skutečné vazebné úhly mají velikost 107°. Fluorid boritý je oproti amoniaku trojúhelníkově rovinný, protože atom boru neobsahuje volný elektronový pár. U amoniaku se objevuje dusíková inverze.

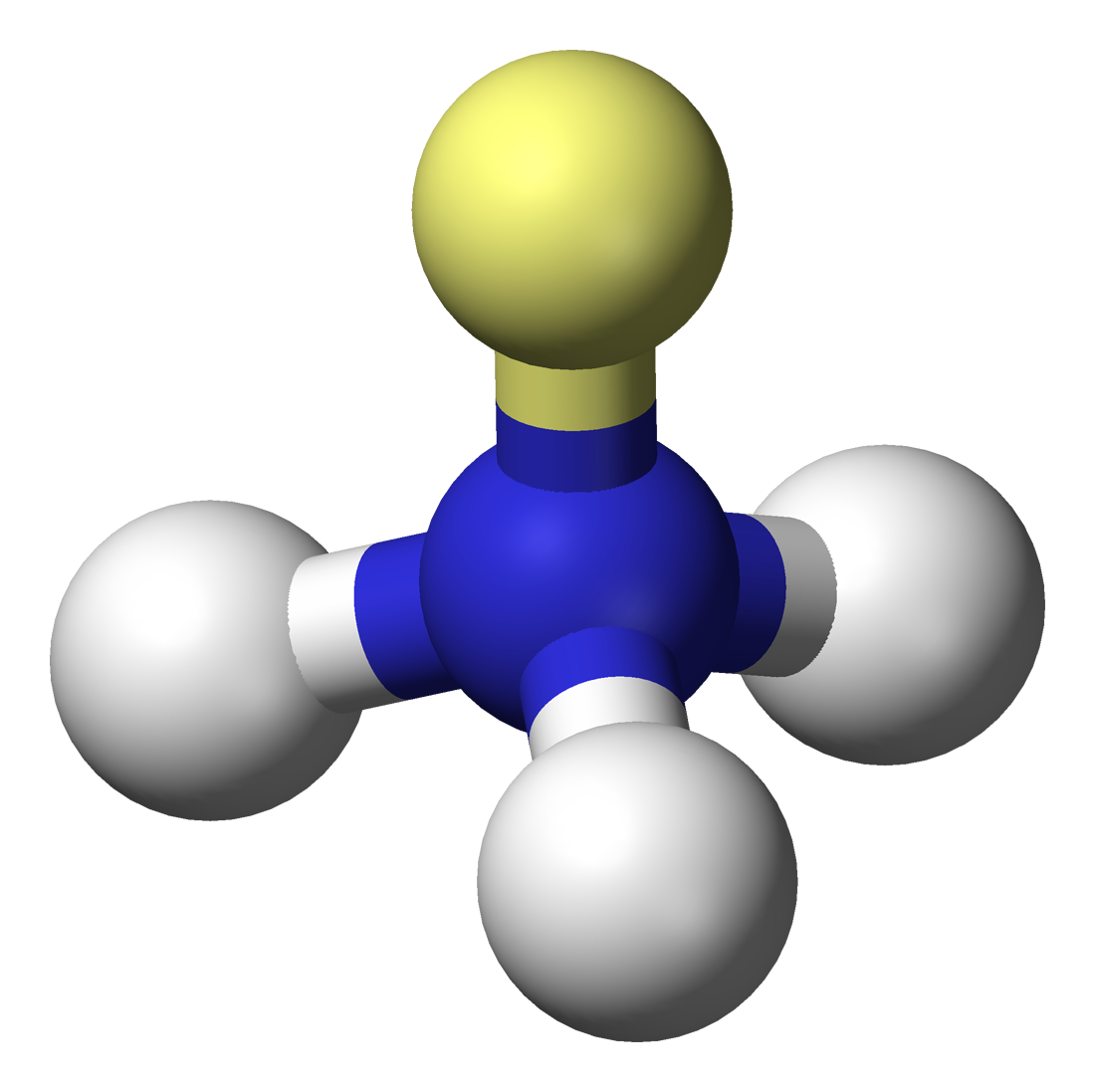
Elektronový pár v molekule amoniaku má tetraedrické uspořádání: volný elektronový pár je znázorněn žlutě, atomy vodíku bíle
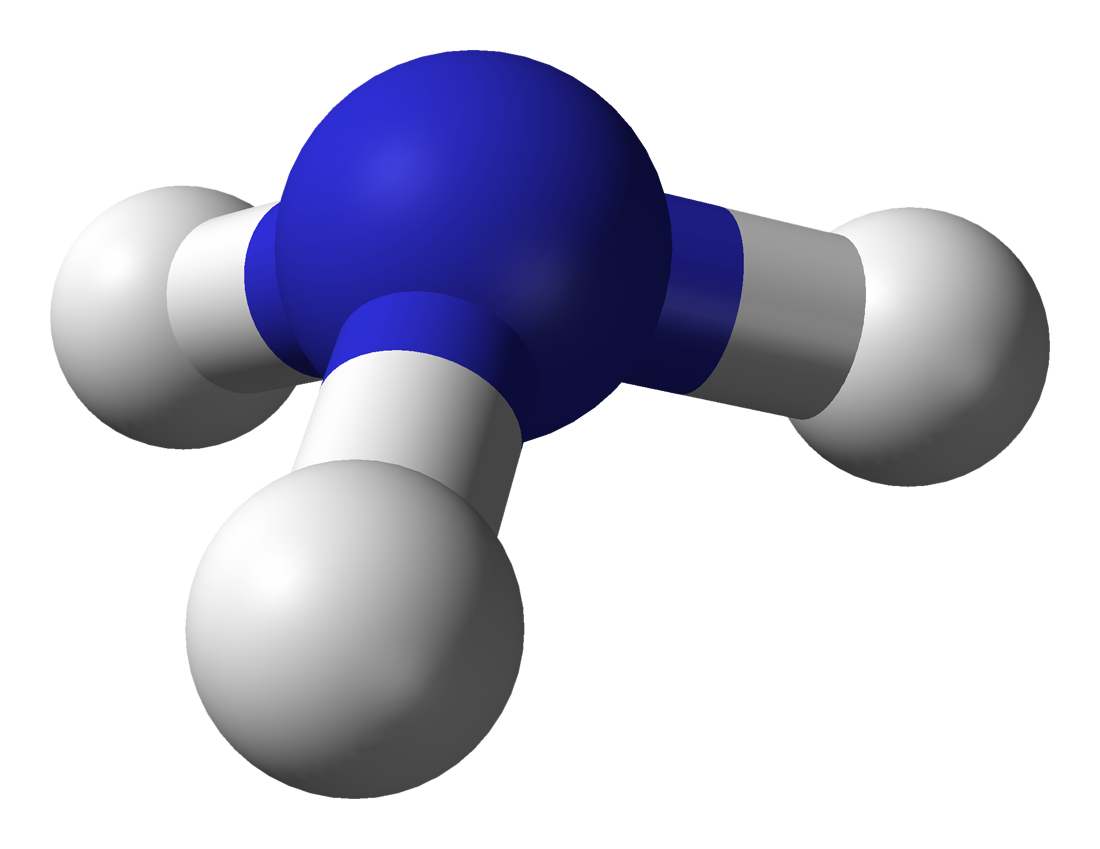
Molekulová geometrie se od uspořádání volného elektronového páru může lišit, u amoniaku je trigonálně pyramidální.